# Cena Izvestijí 1989
Dvacátý třetí ročník Ceny Izvestijí se konal od 16. do 22. 12. 1989 v Moskvě. Zúčastnilo se šest reprezentačních mužstev, která se utkala jednokolovým systémem každý s každým.

## Výsledky a tabulka
|    |         | SSSR          | ČSSR           | FIN    | CAN    | GER     | SWE     | V | R | P | Skóre | B |
| 1. | SSSR    | Sovětský svaz | 3:4            | 5:2    | 8:0    | 6:1     | 6:1     | 4 | 0 | 1 | 28:8  | 8 |
| 2. | ČSSR    | 4:3           | Československo | 5:3    | 4:5    | 5:0     | 0:0     | 3 | 1 | 1 | 18:11 | 7 |
| 3. | Finsko  | 2:5           | 3:5            | Finsko | 2:1    | 9:2     | 5:1     | 3 | 0 | 2 | 21:14 | 6 |
| 4. | Kanada  | 0:8           | 5:4            | 1:2    | Kanada | 2:2     | 3:2     | 2 | 1 | 2 | 11:18 | 5 |
| 5. | SRN     | 1:6           | 0:5            | 2:9    | 2:2    | Německo | 3:2     | 1 | 1 | 3 | 8:24  | 3 |
| 6. | Švédsko | 1:6           | 0:0            | 1:5    | 2:3    | 2:3     | Švédsko | 0 | 1 | 4 | 6:17  | 1 |

 Finsko -  Československo 3:5 (2:1, 1:1, 0:3)
16. prosince 1989 - Moskva

Branky a nahrávky Finska: 1:22 Pertti Lehtonen (Pekka Peltola), 14:43 Raimo Helminen (Raimo Summanen), 20:27 Timo Kulonen (Raimo Helminen).

Branky a nahrávky Československa: 12:13 Josef Beránek (Ľubomír Kolník), 30:08 Martin Hosták, 44:13 Petr Vlk (Vladimír Kameš, Mojmír Božík), 52:25 Tomáš Sršeň (Robert Kron), 59:39 Radek Kampf (Ivan Vlček).

Rozhodčí: Peter Radosei (GER) – Sergej Feofanov (URS), Šamil Šakirov (URS)

Vyloučení: 8:8 (využití 1:0)
ČSSR: Petr Bříza – Mojmír Božík, Jaroslav Benák, Luděk Čajka, Petr Pavlas, Milan Jančuška, Radomír Brázda, Milan Tichý, Ivan Vlček – Jiří Dudáček, Vladimír Kameš, Petr Vlk – Richard Žemlička, Martin Hosták, Ladislav Lubina – Robert Kron, Ján Vodila, Tomáš Sršeň – Ľubomír Kolník, Josef Beránek, Radek Kampf.
Finsko: Jukka Tammi – Timo Kulonen, Hannu Henrikkson, Pekka Laksola, Antti Tuomenoksa, Vesa Salo, Jarmo Kuusisto, Arto Ruotanen, Simo Saarinen – Juha Järvenpää, Raimo Helminen, Raimo Summanen – Reijo Mikkolainen, Pertti Lehtonen, Pekka Peltola – Risto Kurkinen, Pekka Arbelius, Risto Jalo – Pauli Järvinen, Esa Keskinen, Kari Laitinen.
 Švédsko -  Kanada 2:3 (1:0, 0:0, 1:3)
16. prosince 1989 - Moskva

Branky Švédska: 12. Johan Strömwall, 60. Anders Huss.

Branky Kanady: 49. Todd Strueby, 52. Dan Gratton, 55. Steve Graves.

Rozhodčí: Morozov (URS) – Balin (URS), Rafik Zajnutdinov (URS)

Vyloučení: 3:2 (využití 1:0)
 SSSR -  SRN 6:1 (3:0, 0:0, 3:1)
16. prosince 1989 - Moskva

Branky SSSR: 1. Valerij Kamenskij, 3. Vladimir Ťjurikov, 7. Anatolij Čisťjakov, 53. Igor Maslennikov, 54. Anatolij Stěpaniščev, 55. Valerij Kamenskij.

Branky Německa: 55. Raimund Hilger.

Rozhodčí: Jiří Lípa (TCH) – Konstantin Komissarov (URS), Alexandr Pavlovskij (URS)

Vyloučení: 8:6 (využití 1:0) navíc Gusarov (URS) a Berwanger (GER) na 5 minut a do konce utkání.
 Kanada -  SRN 2:2 (0:0, 0:2, 2:0)
17. prosince 1989 - Moskva

Branky Kanady: 55. Wally Schreiber, 57. Grant Martin. 

Branky Německa: 22. Jorgen Trattner, 38. Bernd Wagner.

Rozhodčí: Morozov (URS) - Konstantin Komissarov (URS), Alexandr Pavlovskij (URS)

Vyloučení: 6:5
 Československo -  Švédsko 0:0
17. prosince 1989 - Moskva

Rozhodčí: Karl-Gustav Kaisla (FIN) – Razumovič (URS), Bervinskij (URS)

Vyloučení: 5:3 (využití 0:0)
ČSSR: Petr Bříza – Mojmír Božík, Jaroslav Benák, Luděk Čajka, Petr Pavlas, Milan Jančuška, Radomír Brázda, Milan Tichý, Ivan Vlček – Jiří Dudáček, Vladimír Kameš, Petr Vlk – Radek Ťoupal, Martin Hosták, Ladislav Lubina – Robert Kron, Ján Vodila, Tomáš Sršeň – Ľubomír Kolník, Josef Beránek, Radek Kampf.
Švédsko: Fredrik Andersson – Thomas Eriksson, Fredrik Stillman, Tomas Jonsson, Pär Djoos, Lars Karlsson, Magnus Svensson – Jan Viktorsson, Mikael Johansson, Jens Öhling – Anders Huss, Johan Strömvall, Patrik Erickson – Thomas Forslund, Holmberg, Magnus Roupé – Thomas Bjuhr, Paul Andersson, Patrik Carnbäck.
 SSSR -  Finsko 5:2 (3:0, 2:1, 0:1)
17. prosince 1989 - Moskva

Branky SSSR: 2. Anatolij Tkačuk, 11. Vladimir Malachov, 16. Igor Maslennikov, 25. Anatolij Semjonov, 36. Vladimir Konstantinov. 

Branky Finska: 38. Kari Laitinen, 42. Reijo Mikkolainen.

Rozhodčí: Hakan Björkman (SWE) – Sergej Feofanov (URS), Šamil Šakirov (URS)

Vyloučení: 4:6 (využití 2:0) navíc Järvinen na 5 minut.
 Finsko -  SRN 9:2 (5:1, 2:1, 2:0)
19. prosince 1989 - Moskva

Branky Finska: 1. Pekka Peltola, 2. Risto Kurkinen, 6. Risto Jalo, 15. Risto Jalo, 17. Raimo Summanen, 30. Pauli Järvinen, 39. Risto Jalo, 53. Raimo Summanen, 58. Pekka Peltola.

Branky Německa: 3. Gerd Truntschka, 23. Jorgen Trattner.

Rozhodčí: Jiří Lípa (TCH) – Razumovič (URS), Bervinskij (URS)

Vyloučení: 4:3 (využití 0:2) navíc Timo Kulonen na 5 minut.
 SSSR -  Švédsko 6:1 (4:1, 0:0, 2:0)
19. prosince 1989 - Moskva

Branky SSSR: 1. Andrej Chomutov, 5. Andrej Chomutov, 9. Valerij Kamenskij, 11. Sergej Fjodorov, 48. Igor Maslennikov, 49. Dmytro Chrystyč. 

Branky Švédska: 19. Johan Strömwall.

Rozhodčí: Peter Radosei (GER) – Sergej Feofanov (URS), Šamil Šakirov (URS)

Vyloučení: 10:7 (využití 0:0)
 Československo -  Kanada 4:5 (1:2, 2:2, 1:1)
19. prosince 1989 - Moskva

Branky a nahrávky Československa: 11:57 Josef Beránek, 20:52 Ladislav Lubina (Jiří Dudáček), 36:15 Jaroslav Benák (Jiří Dudáček, Vladimír Kameš), 47:08 Josef Beránek (Vladimír Kameš).

Branky a nahrávky Kanady: 3:18 Dan Gratton, 7:31 Serge Boisvert, 23:55 Todd Strueby (Jim Leavins, Lane Lambert), 34:09 Todd Brost (Lane Lambert), 43:19 Steve Graves.

Rozhodčí: Hakan Björkman (SWE) – Konstantin Komissarov (URS), Alexandr Pavlovskij (URS)

Vyloučení: 8:7 (využití 1:1, v oslabení 1:0)
ČSSR: Petr Bříza – Mojmír Božík, Jaroslav Benák, Luděk Čajka, Petr Pavlas, Milan Jančuška, Radomír Brázda, Milan Tichý, Ivan Vlček – Jiří Dudáček, Vladimír Kameš, Petr Vlk – Richard Žemlička, Martin Hosták, Ladislav Lubina – Robert Kron, Ján Vodila, Tomáš Sršeň – Ľubomír Kolník, Josef Beránek, Radek Kampf – Radek Ťoupal.
Kanada: Warren Skorodenski – Brad Schlegel, Bobby Dollas, Ken Lovsin, Jim Leavins, Selmar Odelein, Daniel Poudrier, Serge Boisvert, Grant Martin, Wally Schreiber – Todd Strueby, Todd Brost, Lane Lambert – Mike Blaisdell, Steve Nemeth, Steve Graves – Yves Héroux, Dan Gratton, Richard Hajdu.
 SRN -  Švédsko 3:2 (0:1, 1:1, 2:0)
20. prosince 1989 - Moskva

Branky Německa: 22. Jorgen Trattner, 48. Peter Draisaitl, 56. Raimund Hilger. 

Branky Švédska: 7. Holmberg, 26. Fredrik Stillman.

Rozhodčí: Morozov (URS) – Balin (URS), Zajnutdinov (URS)

Vyloučení: 4:3 (využití 1:0)
 Kanada -  Finsko 1:2 (1:0, 0:1, 0:1)
20. prosince 1989 - Moskva

Branky Kanady: 8. Todd Strueby. 

Branky Finska: 28. Raimo Helminen, 60. Raimo Helminen. 

Rozhodčí: Jiří Lípa (TCH) – Bervenskij (URS), Razumovič (URS)

Vyloučení: 3:3
 SSSR -  Československo 3:4 (1:1, 2:2, 0:1)
20. prosince 1989 - Moskva

Branky a nahrávky SSSR: 0:43 Andrej Chomutov, 21:31 Anatolij Čisťjakov, 21:52 Anatolij Tkačuk (Jurij Šipicyn, Valerij Širjajev).

Branky a nahrávky Československa: 4:06 Ladislav Lubina (Richard Žemlička), 20:43 Vladimír Kameš (Petr Vlk, Ladislav Lubina), 24:04 Jiří Dudáček (Vladimír Kameš), 47:49 Radek Ťoupal (Radek Kampf).

Rozhodčí:  Karl-Gustav Kaisla (FIN) – Konstantin Komissarov (URS), Alexandr Pavlovskij (URS)

Vyloučení: 6:3 (využití 0:1) navíc Valerij Kamenskij na 10 min.
ČSSR: Petr Bříza – Mojmír Božík, Jaroslav Benák, Luděk Čajka, Petr Pavlas, Milan Jančuška, Radomír Brázda, Milan Tichý, Ivan Vlček – Jiří Dudáček, Vladimír Kameš, Petr Vlk – Richard Žemlička, Martin Hosták, Ladislav Lubina – Robert Kron, Ján Vodila, Tomáš Sršeň – Radek Ťoupal, Josef Beránek, Radek Kampf.
SSSR: Artūrs Irbe – Vladimir Malachov, Vladimir Konstantinov, Ilja Bjakin, Igor Kravčuk, Vladimir Ťjurikov, Valerij Širjajev, Igor Stělnov – Andrej Chomutov, Vjačeslav Bykov, Valerij Kamenskij – Pavel Torgajev, Sergej Fjodorov, Anatolij Čisťjakov – Anatolij Tkačuk, Igor Maslennikov, Jurij Šipicyn – Anatolij Stěpaniščev, Sergej Němčinov, Dmytro Chrystyč.
 Finsko -  Švédsko 5:1 (2:1, 1:0, 2:0)
22. prosince 1989 - Moskva

Branky Finska: 5. Jarmo Kuusisto, 13. Pauli Järvinen, 24. Raimo Helminen, 42. Pekka Laksola, 44. Timo Kulonen. 

Branky Švédska: 20. Paul Andersson.

Rozhodčí: Peter Radosei (GER) – Sergej Feofanov (URS), Šamil Šakirov (URS)

Vyloučení: 6:4 (využití 0:0)
 SRN -  Československo 0:5 (0:2, 0:1, 0:2)
22. prosince 1989 - Moskva

Branky a nahrávky Československa: 6. Richard Žemlička (Martin Hosták, Ladislav Lubina), 20. Vladimír Kameš (Ľubomír Kolník, Richard Žemlička), 30. Petr Pavlas (Richard Žemlička, Ľubomír Kolník), 51. Tomáš Sršeň (Ladislav Lubina), 56. Tomáš Sršeň (Richard Žemlička).

Rozhodčí: Karl-Gustav Kaisla (FIN) – Balin (URS), Zajnutdinov (URS)

Vyloučení: 3:6 (využití 2:0)
ČSSR: Petr Bříza – Mojmír Božík, Jaroslav Benák, Luděk Čajka, Petr Pavlas, Milan Jančuška, Radomír Brázda, Milan Tichý, Ivan Vlček – Jiří Dudáček, Vladimír Kameš, Ľubomír Kolník – Richard Žemlička, Martin Hosták, Ladislav Lubina – Robert Kron, Ján Vodila, Tomáš Sršeň - Radek Ťoupal, Josef Beránek, Radek Kampf.
SRN: Josef Heiss – Udo Kießling, Andreas Pokorny, Harold Kreis, Bernd Wagner, Stefan Sinner, Robert Sterflinger – Bernhard Truntschka, Gerd Truntschka, Dieter Hegen – Jorgen Trattner, Markus Berwagner, Raimund Hilger – Harald Birk, Anton Krinner, Peter Draisaitl – Andreas Lupzig, Andreas Brockmann, Christian Brittig.
 Kanada -  SSSR 0:8 (0:1, 0:2, 0:5)
22. prosince 1989 - Moskva

Branky SSSR: 6. Igor Kravčuk, 27. Andrej Chomutov, 31. Pavel Torgajev, 41. Vjačeslav Bykov, 44. Anatolij Tkačuk, 46. Valerij Kamenskij, 50. Dmytro Chrystyč, 55. Anatolij Čisťjakov.

Rozhodčí: Hakan Björkman (SWE) – Konstantin Komissarov (URS), Alexandr Pavlovskij (URS)

Vyloučení: 7:3 (využití 0:2)

## Statistika

### Nejlepší hráči
| Brankář             | Artūrs Irbe           |
| Obránce             | Vladimir Konstantinov |
| Útočník             | Valerij Kamenskij     |
| Nejužitečnější hráč | Vjačeslav Bykov       |

### Kanadské bodování
| Poř. | Kanadské bodování | Branky | Přihrávky | Body |
| ---- | ----------------- | ------ | --------- | ---- |
| 1.   | Valerij Kamenskij | 5      | 3         | 8    |